# Giovane Italia (1954)
La  Giovane Italia è stata un'associazione studentesca legata al Movimento Sociale Italiano, costituita nel 1954 e confluita nel 1971 nel Fronte della Gioventù.

## Origini
L'associazione studentesca Giovane Italia nacque ufficialmente a Roma il 13 e 14 novembre 1954 in occasione del I convegno nazionale degli studenti medi del Movimento Sociale Italiano che si tiene nel salone dell'associazione artistica internazionale di Via Margutta. Fino a quel momento i giovani nel Msi confluivano nel Raggruppamento giovanile studenti e lavoratori costituito nel 1947 con Roberto Mieville primo segretario.
Come simbolo venne scelta una fiaccola tricolore, che verrà ripreso dalle successive organizzazioni giovanili del partito, il Fronte della Gioventù ed Azione Giovani.
Se il simbolo era coniato ex novo, il nome della Giovane Italia non costituiva novità, in quanto l'allora Segretario del Raggruppamento giovanile studenti e lavoratori missino, Cesco Giulio Baghino, con una circolare aveva invitato i settori degli studenti medi ad intitolare i propri gruppi, provinciali o comunali, con il predetto nome.
Scopo dichiarato dell'allora segretario del Raggruppamento Giovanile Studenti e Lavoratori del MSI, era quello di entrare con maggiore facilità nelle scuole, accantonando la sigla di partito, così come era stato già fatto a Palermo (Giovanni Gentile), Bari (Giovani Goliardi), Trieste (associazione studenti d'Italia), Bolzano (Sorci Verdi).
Nella circolare venivano tracciate le finalità della Giovane Italia e cioè il risvegliare in tutti gli studenti il senso della patria e il promuovere attività culturali, scientifiche, ricreative e sportive.
Al convegno di Roma, che sancì la fondazione della Giovane Italia quale organismo autonomo nazionale, seppur agganciato al Movimento Sociale Italiano ed al quale partecipano oltre 200 giovani in rappresentanza delle associazioni provinciali, costituite nelle varie regioni, furono eletti Massimo Anderson, primo Segretario Generale, e Fabio De Felice Presidente.
Il discorso inaugurale fu tenuto dallo studente universitario Angelo Nicosia, che ne diviene presidente dal 1955 al 1957.

## L'impronta evoliana
Il primo documento ufficiale della Giovane Italia fu la "Carta della Gioventù", elaborata da Julius Evola nel 1951, su cui si basano la dottrina e la finalità dell'associazione.
Secondo Evola la concezione di vita fornita era "spiritualistica" e si contrapponeva a quella "materialista" del marxismo. Nella Carta si definiva un modello di giovane appartenente dotato di "carattere rivoluzionario", "militante" e che doveva "possedere una visione spirituale, eroica ed agonistica della vita".

## L'organizzazione, i temi e le lotte
La Giovane Italia fu strutturata in associazioni provinciali cui facevano capo tutti i nuclei studenteschi esistenti nella provincia e nel capoluogo.
Al vertice il Presidente Nazionale, eletto dal congresso nazionale, il Segretario Generale e l'Esecutivo Nazionale.
In seguito all'allontanamento di De Felice dal MSI, nel 1955 nuovo Presidente divenne il giovane deputato Angelo Nicosia, che nominò un nuovo esecutivo composto tra gli altri da Giulio Maceratini.
Nel 1957 Fausto Gianfranceschi sostituisce Nicosia e rinnovò l'esecutivo della Giovane Italia.
L'organizzazione promosse e guidò manifestazioni studentesche per il miglioramento delle strutture e dei programmi scolastici, ma anche per l'italianità di Trieste, a favore della rivolta anticomunista di Budapest, per l'intangibilità dei confini italiani in Alto Adige e contro la repressione degli scioperi in Polonia, nel dicembre 1970, culminati con l'ordine di aprire il fuoco sulla folla dei dimostranti a Danzica che causò 44 morti e centinaia di feriti.
Rispetto ai fatti di Polonia, le manifestazioni della Giovane Italia furono caratterizzate da particolare animosità, tanto da sfociare in uno scontro fisico con militanti socialisti a Battipaglia, il 20 dicembre 1970, che fu oggetto di interrogazioni parlamentari, nel quale venne lievemente ferito un consigliere comunale socialista.
Fu presente anche nel campo sportivo con società dilettantistiche nei settori dell'atletica leggera, della pallacanestro e del calcio, affiliate al Centro Nazionale Sportivo Fiamma.

## Il declino e la confluenza nel Fronte della Gioventù
Nella seconda metà degli anni sessanta, in seguito ad una cattiva gestione dei quadri dirigenti ed al mutato clima sociale, che vedeva una forte crescita delle organizzazioni studentesche di sinistra e dei gruppi extraparlamentari la Giovane Italia accusò una profonda crisi.
Il fenomeno del '68 colse i vertici dell'associazione completamente impreparati, mettendo in crisi il mondo giovanile della destra, tagliato fuori dalle università e dalle scuole sia per diffidenza degli ambienti di sinistra nei confronti dei giovani di destra sia per riluttanza dei vertici di partito a cavalcare la cosiddetta rivolta "antisistema".
L'indebolimento dell'associazione, acuito dallo scoppio dalla protesta giovanile del '68 e dal rifiuto del Movimento Sociale Italiano di appoggiare la partecipazione di militanti di destra ad esso portò nel settembre 1971 la Giovane Italia guidata da Pietro Cerullo a confluire con il Raggruppamento Giovanile Studenti e Lavoratori di Massimo Anderson nel Fronte della Gioventù, la nuova organizzazione giovanile dell'MSI.

## Presidenti
- Fabio De Felice (1954-1955)
- Angelo Nicosia (1955-1957)
- Fausto Gianfranceschi (1957-1966)
- Massimo Anderson (1966-1969)
- Pietro Cerullo (1969-1971)